# 尼加拉瓜诉美国案
尼加拉瓜诉美国案（Nicaragua v. United States）是1984年尼加拉瓜在国际法院诉美国违反国际法直接干涉并支持尼加拉瓜反政府反共右派组织“反革命”的案件。

## 简介
1984年1月初，美国政府开始在尼加拉瓜的科林托、桑提诺等海港布放水雷。到1984年3月底，水雷已破坏或摧毁9艘船只。美国政府官员以国际法的自卫权为布雷辩解，称：如果某个国家被认为有某种侵略倾向，那么对其港口进行布雷就是某种自卫，就像使用其他武力方式一样；就尼加拉瓜而言，任何进入尼加拉瓜水域的船只都放弃了它们的安全航行权利。1984年4月9日，尼加拉瓜政府向国际法院起诉美国政府在其港口布雷、出动飞机袭击尼加拉瓜石油设施和港口以及进行其他军事和准军事活动，请求国际法院宣布美国的行为构成非法使用武力和以武力相威胁、干涉其内政和侵犯其主权的行为，请求国际法院责令美国立即停止上述行为及对其本身和其国民所受损害予以赔偿，并指示临时保全措施。此即尼加拉瓜訴美國案。但美国政府已抢先两天于1984年4月6日通知联合国秘书长，对于1946年美国发表的接受国际法院强制管辖的声明，在两年内不适用于“与任何中美洲国家的争端或由中美洲发生的事件引起或同中美洲事件有关的争端”，该通知立即生效，排除国际法院对美国的管辖权。1984年5月10日，国际法院通过保护尼加拉瓜的临时措施，以15∶0的投票结果要求美国立即停止向尼加拉瓜港口布雷；还以14∶1（反对者为美国法官）的投票结果判定，尼加拉瓜的政治独立和主权“应该被完全尊重，不应被任何军事或者准军事行为危害”。1984年11月26日，国际法院拒绝美国的辩解，坚持称国际法院对此案具有审判权。1985年1月18日，美国退出国际法院，并中止1956年《美国和尼加拉瓜友好通商航海条约》和美国对国际法院强制管辖的接受。美国指责该案件是“出于政治和宣传目的错误利用国际法院”。美国国务院发言人称，我们希望国际法院没有走上其他一些被政治化、反对西方民主国家利益的国际组织的老路。美國之後依個別案件決定是否接受国际法院的管辖權。
1986年6月，国际法院对案件作出判决：美国在尼加拉瓜境内的行动违反禁止使用武力原则，构成对尼非法使用武力和以武力相威胁；美支持尼反政府武装是对尼内政的干涉，明显违反不干涉原则；美国对尼加拉瓜的行动违反尊重国家领土主权原则；美国鼓励尼反政府武装从事违反人道法原则的行为，美国在尼港口布雷造成第三国船舶及其人员的人身、财产损害的行为也构成对人道法原则的违反；美国有义务立即停止并不再采取任何上述违背其国际义务的行为，并对造成的损害予以赔偿。美国政府其后宣布拒绝履行此判决，并聲稱「退出」国际法院。
此后尼加拉瓜政府连续五年向联合国安理会申请强制执行国际法院判决，美国政府向尼加拉瓜政府赔偿，均遭到美国在安理会否决。联合国憲章第14條授權联合国安全理事会執行國際法院的裁決，不過這種裁決的效力會受到聯合國安理會常任理事國否決權的影響。1992年尼加拉瓜新上台的比奥莱塔·查莫罗亲美政府撤诉。